# Metacoryna
Metacoryna es un género de escarabajos  de la familia Chrysomelidae. En 1888 Jacoby describió el género. Contiene las siguientes especies:
- Metacoryna acobyi Bowditch, 1923
- Metacoryna fulvicollis Jacoby, 1888
- Metacoryna fulvipes Jacoby, 1888
- Metacoryna guatemalensis Jacoby, 1888
- Metacoryna laevipennis Jacoby, 1892
- Metacoryna pretiosa Jacoby, 1892